# Iride (fotografia)
L'effetto iride (in inglese: iris shot) è una tecnica di transizione fotografica usata frequentemente nel cinema muto, per cui un cerchio nero si apre o chiude per iniziare, o terminare, una scena concentrandosi su un preciso punto dell'inquadratura. In inglese viene detto iris out l'effetto utilizzato per chiudere una scena, e iris in quello all'inizio di una scena, spesso dopo un precedente iris out. Gli effetti iride vengono utilizzati per porre l'accento su un aspetto particolare del film, di solito un elemento drammaticamente importante.
Benché particolarmente utilizzato in epoca muta, l'effetto è stato usato talvolta anche nel cinema sonoro, specialmente commedie e cartoni animati: a es. da comici come Red Skelton e Benny Hill, o nei cartoni della Warner Bros. (soprattutto Beep Beep, impiega l'effetto iride come omaggio all'era del muto). Esso era usato anche nei primi cartoni Walt Disney, dopo l'intertitolo, che finivano pure con un'iride a uscire.
Un utilizzo ricorrente, specialmente in film e serie animate, è l'iris out seguito da un iris in, spesso al termine dell'opera stessa, per dare l'impressione del finale, preceduto in realtà da un'altra scena.